# Bitis xeropaga
Bitis xeropaga är en ormart som beskrevs av Haacke 1975. Bitis xeropaga ingår i släktet Bitis och familjen huggormar. Inga underarter finns listade.
Arten förekommer i Namibia och västra Sydafrika. Honor lägger inga ägg utan föder levande ungar. Denna orm lever i kulliga regioner och i bergstrakter mellan 300 och 1600 meter över havet. Den vistas i klippiga buskskogar och halvöknar. Ormen har ett giftigt bett.
Några exemplar fångas och säljs som terrariedjur. Hela populationen antas vara stor. IUCN listar arten som livskraftig (VU).